# أنتوني كلارك (لاعب كريكت جنوب إفريقي)
أنتوني كلارك (7 نوفمبر 1956 - ) (بالإنجليزية: Antony Roy Clark)‏ هو لاعب كريكت جنوب أفريقي.